# 斎藤製作所
株式会社斎藤製作所（さいとうせいさくしょ）は、日本の模型用エンジンメーカー。海外では「SAITO」の名称で知られている。

## 概要
第二次世界大戦中、中島飛行機でエンジンの開発をしていた創業者が戦後に興した会社で、実機と同じメカニズムの模型用4サイクルエンジンをいち早く量産化するなどしており、高い評価を受けている。
現在では数少ないが、熱心な愛好家のために船舶模型用の蒸気エンジンを供給し続けるメーカーでもあり、それを搭載できる船のキットも発売している。
エンジンは無人航空機用など産業用としても販売されている。詳細な経路は不明であるが、ロシア連邦軍の無人航空機であるオルラン10が搭載するエンジンが斎藤製作所製だったことが確認されている。2022年7月13日のテレビ朝日による報道では、同局の取材に対し「10年ほど前よりホビー関連ではなく、（ロシアの）産業機器の商社と取引していた。森林火災の防止や国境での密漁、密航の監視といった用途と聞かされており、軍事、兵器用途では使用しない旨を同意の上での取引だった」と回答している。同社はおよそ1,000個以上の模型飛行機用エンジンをロシアに輸出していたが、2021年8月に停止した。軍事転用の可能性を研究者に指摘され、経済産業省が輸出を規制したためである。
またロシアだけではなく、ウクライナ軍が採用しているドローンにも同社のエンジンが使用されていることが明らかとなった。同社はウクライナへの輸出は行っておらず、別の国の代理店から購入したとみられている。2022年5月頃にはウクライナのドローン製造会社から輸出依頼があったが、国の規則に則り断った。

## 歴史
- 1950年 - 斎藤源により創業。模型用スチームエンジンを製作・販売する。
- 1975年 - 船舶用模型スチームエンジンメーカーとして、中小企業庁によりスチーム関連の輸出優秀商品証書を受賞。
- 2006年7月 - 常務取締役工場長の斎藤満が代表取締役、代表取締役の斎藤源が会長に就任。有限会社斎藤製作所から株式会社斎藤製作所に改組。

## 本社
- 千葉県市川市稲荷木3丁目22－7